# Dicerogastra ikondae
Dicerogastra ikondae là một loài bướm đêm trong họ Noctuidae.